# ティライユール

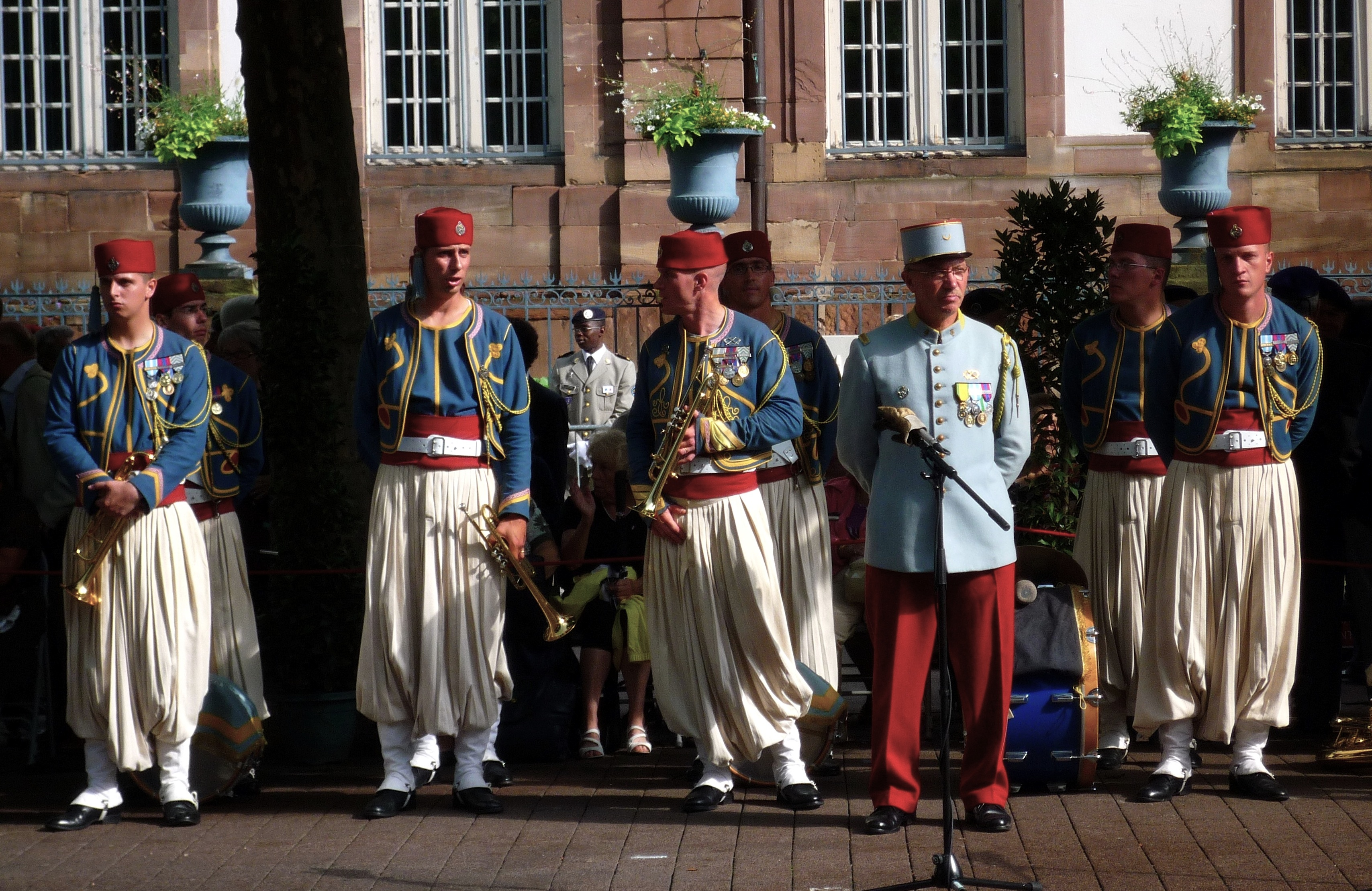
7月14日軍事パレードで19世紀後半から20世紀前半の軍服を着たエピナルの第1狙撃兵連隊の兵士達

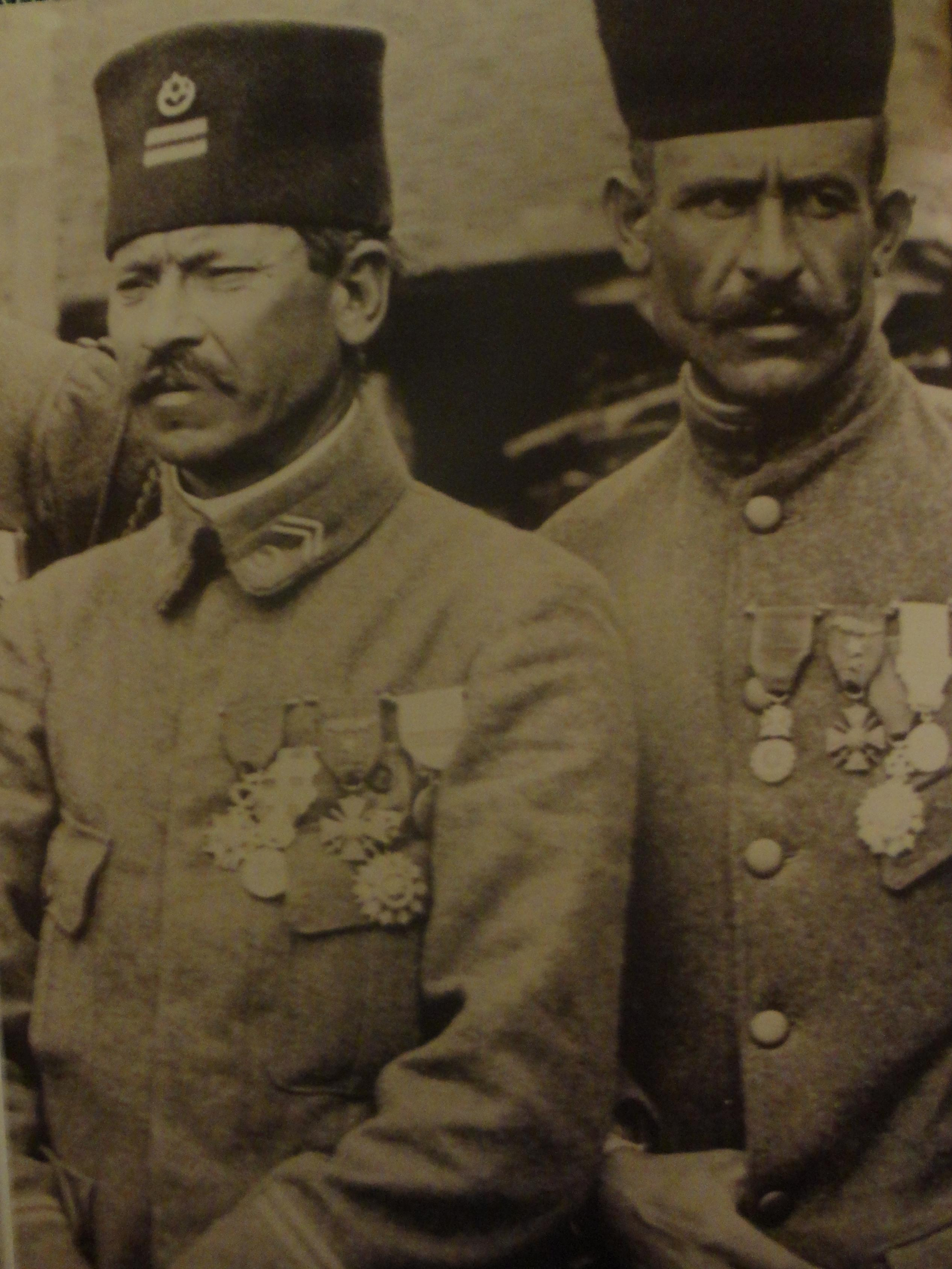
第一次世界大戦時(1917)の第4アルジェリア・ティライユール連隊のチュニジアの中尉とティライユール。両者とも多数の勲章を受勲している(レジオンドヌール勲章, 軍事記念章, クロワ・ド・ゲール勲章)。

ティライユール (tirailleur、フランス語: [tiʁajœʁ]) はナポレオンの時代に主要な縦隊の前線に立つ散兵として訓練された軽歩兵の一種である。その後19世紀、20世紀の間ティライユールの名はフランス陸軍でフランス植民地帝国内から入隊した現地の歩兵や、軽歩兵として配属されたメトロポリテーヌ部隊の名称として使われてた。 
フランス陸軍では現在第1狙撃兵連隊(1er régiment de tirailleurs)というティライユールの連隊1隊を保持している。1964年から1994年の間は第170歩兵連隊として知られていた。1964年以前は7e régiment de tirailleurs algériensとして知られていたが、アルジェリアが独立した結果フランスに移転し名称を変更した。 

## 歴史

### ナポレオン時代

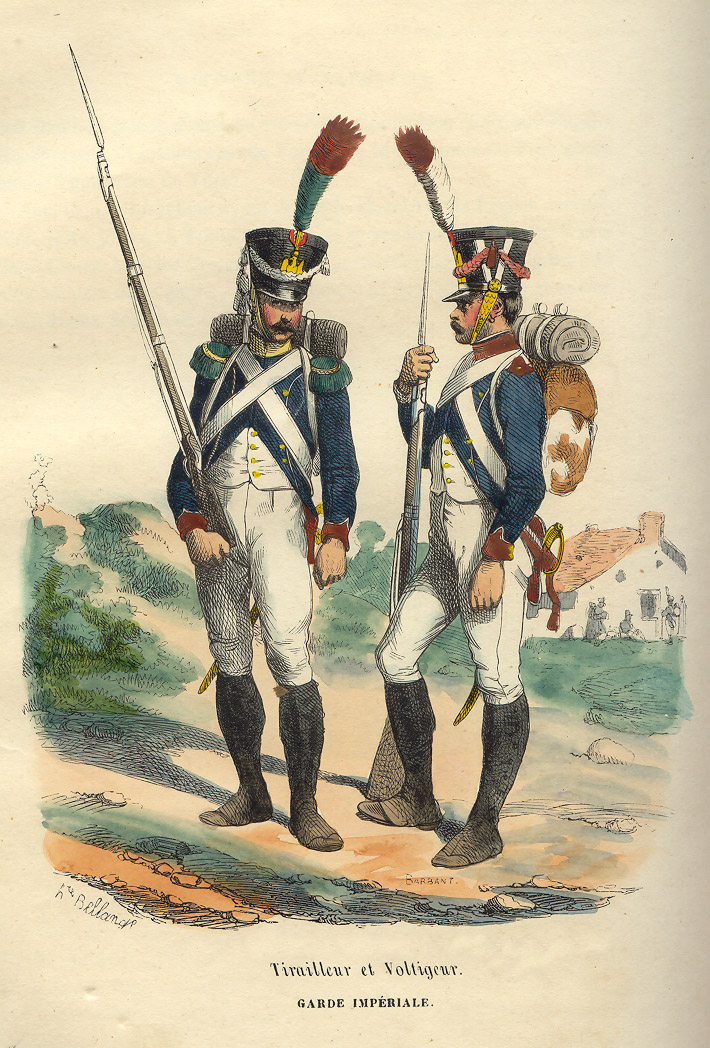
Young Guardの ティライユール（右）とボルティガー（左）。

フランス革命期とナポレオン時代の戦争では「ティライユール」という呼称は、最初は一般的に軽歩兵の小競り合いを指すために使用されていたフランスの軍事用語であった。ティライユールのいわゆる最初の連隊は、 ナポレオン1世の 近衛兵の一部であったが帝国崩壊までに約16の連隊が作られた。 警備隊のティライユールは通常、姉妹部隊のボルティガー連隊と共にヤングガードの一部としてグループ化されていた。 1814年のフランス陸軍の再編中に新王立政府により警備隊のティライユール連隊が解散。 1815年3月28日、ナポレオン1世が短期間権力（ 百日天下 ）を復活させたときに、警備隊のティライユールは1〜8連隊に正式に再編成された。その後ウォータールーキャンペーンに参加したのは、第1連隊と第3連隊だけで、インペリアルガードであるティライユールのすべての連隊（および他の警備隊）は、皇帝2回目の退位後に解散した。 